# Dragan Pantelić
Dragan Pantelić (srb. Драган Пантелић, ur. 9 listopada 1951 w Lešnicy, zm. 20 października 2021 w Niszu) – jugosłowiański i serbski piłkarz grający na pozycji bramkarza.

## Kariera klubowa
Karierę piłkarską Pantelić rozpoczął w rodzinnej Lešnicy, w tamtejszym klubie FK Lešnica. W 1971 roku odszedł do FK Radnički Niš i w jego barwach zadebiutował w pierwszej lidze jugosłowiańskiej. Od czasu debiutu był pierwszym bramkarzem Radničkiego Nišu. Od 1979 roku był etatowym wykonawcą rzutów karnych w swoim zespole i w dwóch kolejnych sezonach strzelił w ten sposób 14 goli w lidze. W 1980 roku zajął z Radničkim Nišem 3. miejsce w lidze i zakwalifikował się z tym klubem do Pucharu UEFA, pierwszy raz w historii klubu. Z Radničkim Nišem dotarł do 1/8 finału tych rozgrywek.
Latem 1981 roku Pantelić przeszedł do francuskiego Girondins Bordeaux. W Bordeaux stał się pierwszym bramkarzem i wygrał rywalizację z Christianem Delachetem. Z Bordeaux zajął 4. miejsce w lidze w sezonie 1981/1982 zdobywając 2 gole z rzutów karnych. W sezonie 1982/1983 stał się rezerwowym dla Delacheta i po jego zakończeniu odszedł z zespołu.
Pantelić wrócił do Jugosławii i przez sezon grał w drugoligowym Timoku Zaječar. W 1984 roku wrócił do Radničkiego Nišu, gdzie bronił przez rok. Następnie przeszedł do Grafičara Belgrad, gdzie w 1988 roku zakończył karierę piłkarską.
| Sezon   | Klub               | Kraj       | Rozgrywki | Mecze | Bramki |
| ------- | ------------------ | ---------- | --------- | ----- | ------ |
| 1971/72 | FK Radnički Niš    | Jugosławia | I liga    | 19    | 0      |
| 1972/73 | FK Radnički Niš    | Jugosławia | I liga    | 29    | 0      |
| 1973/74 | FK Radnički Niš    | Jugosławia | I liga    | 31    | 0      |
| 1974/75 | FK Radnički Niš    | Jugosławia | I liga    | 33    | 0      |
| 1975/76 | FK Radnički Niš    | Jugosławia | I liga    | 34    | 0      |
| 1976/77 | FK Radnički Niš    | Jugosławia | I liga    | 24    | 0      |
| 1977/78 | FK Radnički Niš    | Jugosławia | I liga    | 26    | 0      |
| 1978/79 | FK Radnički Niš    | Jugosławia | I liga    | 26    | 1      |
| 1979/80 | FK Radnički Niš    | Jugosławia | I liga    | 33    | 7      |
| 1980/81 | FK Radnički Niš    | Jugosławia | I liga    | 32    | 7      |
| 1981/82 | Girondins Bordeaux | Francja    | Ligue 1   | 32    | 2      |
| 1982/83 | Girondins Bordeaux | Francja    | Ligue 1   | 4     | 0      |
| 1983/84 | FK Timok Zaječar   | Jugosławia | II liga   | 5     | 0      |
| 1984/85 | FK Radnički Niš    | Jugosławia | I liga    | 12    | 1      |

## Kariera reprezentacyjna
W reprezentacji Jugosławii Pantelić zadebiutował 10 października 1979 roku w wygranym 1:0 meczu eliminacji do Euro 80 z Hiszpanią. W 1982 roku został powołany przez selekcjonera Miljana Miljanicia do kadry na mistrzostwa świata w Hiszpanii. Tam był pierwszym bramkarzem Jugosławii i zagrał w trzech meczach: z Irlandią Północną (0:0), z Hiszpanią (1:2) i z Hondurasem (1:0). Od 1979 do 1983 roku rozegrał w kadrze narodowej 19 meczów i strzelił 2 gole, oba z rzutów karnych.